# God’s Plan
A God’s Plan című zeneszámot Drake kanadai rapper adta ki 2018 január 19-én, a Young Money és Cash Money lemezkiadón keresztül. A számot Brock Korsannal közösen írta Drake, illetve Cardo, Yung Exclusive, Boi-1da és Noah "40" Shebib dolgoztak össze a zenei alap megszerkesztésén. Ez az egyetlen kislemez, amely megjelent a Scary Hours kisalbumon, valamint az ötödik stúdióalbumán, a Scorpionon (mindkettő 2018-ban). Zeneileg leginkább a pop, pop-rap és trap műfajba tartozik, szövege pedig Drake hírnevéről és azzal kapcsolatos sorsáról szól.
A God’s Plan a zenekritikusoktól közömbös visszajelzést kapott, akik azt egy tipikus Drake-számnak nevezték. A dal a történelem során a 29. lett, ami a Billboard Hot 100-on első helyezést tudott elérni. Ezzel Drake negyedik slágerlistás száma lett az Egyesült Államokban. A kislemez 14 országban is a listák elején volt, többek között az Egyesült Királyságban és Kanadában, illetve 9 másik országban az első tízben végzett. A dal Apple Musicon és Spotify-on is első napi hallgatási rekordokat döntött, valamint az év leghallgatottabb dala lett mindkettő szolgáltatónál.
A velejáró videóklipet Karena Evans rendezte, amit 2018 február 16-án töltöttek fel Drake hivatalos Youtube-csatornájára. A klipben Drake közel egymillió amerikai dollárt adományoz embereknek és intézményeknek Floridában. A 2018-as MTV Video Music Awardson öt jelölést kapott, valamint hármat a 61. Grammy Awardson a Record of the Year, Song of the Year és Best Rap Songért, megnyerve az utóbbit.